# Rond paludier
Le rond paludier est le nom dans le fest-noz moderne d’une danse bretonne originaire de la presqu'île guérandaise et du pays brièron.

## Présentation
Cette appellation désigne les versions du rond de Loire-Vilaine, présentant deux parties, à la différence du rond de Saint-Vincent. Comme son nom l’indique, il s’agit d’une danse en rond pour laquelle, comme souvent en Bretagne, la progression générale se fait vers la gauche.